# Blauen
För andra betydelser, se Blauen (olika betydelser).
Blauen är en ort och kommun i distriktet Laufen i kantonen Basel-Landschaft, Schweiz. Kommunen har 685 invånare (2023).